# Мугалёв, Павел Михайлович
Павел Михайлович Мугалёв (1907—1992) — полковник Советской Армии, участник Великой Отечественной войны, конструктор танковых тралов. Герой Советского Союза (1943), лауреат Сталинской премии.

## Биография
Родился 2 (15 февраля) 1907 года в Житомире (в то время — Российская империя). Окончил рабфак, затем учился в МВТУ имени Н. Э. Баумана. Член ВКП(б) с 1931 года. В 1932 году Мугалёв был призван на службу в РККА. В 1935 году он окончил Военно-инженерную академию. Участвовал в боях советско-финской войны, был контужен. Именно во время этой войны он впервые испытал противоминный трал собственной конструкции.
С августа 1942 года — на фронтах Великой Отечественной войны. Его тралы успешно действовали во время боёв под Сталинградом и при прорыве «Голубой линии». Идею тралов одобрил лично И. В. Сталин, после чего Мугалёв был назначен заместителем командира 166 отдельного опытного танкового полка, в составе которого находился 21 оборудованный тралами танк.
Особо отличился Мугалёв во время битвы за Днепр. В начале октября 1943 года во главе группы из шести танков-тральщиков он переправился через Днепр на Букринский плацдарм и с ходу вступил в бой. Позднее, 2 ноября 1943 года во главе группы Мугалёв во второй раз переправился через Днепр. В ночь с 5 на 6 ноября 1943 года он участвовал в атаке на киевскую группировку противника, сумев пройти через большие минные поля без сапёрной разведки благодаря противоминным тралам собственной конструкции.
Участвовал в боях советско-японской войны. В 1958 году в звании полковника он был уволен в запас.
Умер 10 января 1992 года. Похоронен в Москве на Ваганьковском кладбище (43 уч.).
П. М. Мугалёв стал прототипом героя художественных книг писателя Федоровского Е. П. «Хроника операции „Фауст“» и «Невидимая смерть», рассказывающих о жизни и деятельности военного конструктора, изобретателя противоминных тралов Павла Михайловича Клевцова.

## Награды и премии
- Указом Президиума ВС СССР от 17 ноября 1943 года за «образцовое выполнение боевых заданий командования на фронте борьбы с немецкими захватчиками и проявленные при этом отвагу и геройство» подполковник Павел Мугалёв был удостоен высокого звания Героя Советского Союза с вручением ордена Ленина и медали «Золотая Звезда» за номером 1687[1].
- три ордена Красного Знамени (1944; 1945)
- орден Отечественной войны I степени (1985)
- два ордена Красной Звезды (1943)
- медали[1][2]
- Сталинская премия третьей степени (1946) — за создание минного трала для танков, нашедшего широкое применение на фронтах Отечественной войны